# صبراتة
صبراتة، هي مدينة ليبية تقع في شعبية الزاوية في ليبيا على ساحل البحر الأبيض المتوسط وعلى بعد حوالي 70 كم (43 ميل) غرب مدينة طرابلس الحديثة. أدرجت المواقع الأثرية فيها كموقع للتراث العالمي لليونسكو في عام 1982.
تقع صبراتة أقصى غرب "المدن الثلاث" القديمة لطرابلس الرومانية إلى جانب أويا ولبدة الكبرى، وكانت بمثابة عاصمة شعبية صبراتة وصرمان السابقة من عام 2001 إلى عام 2007.

## تاريخ المدينة
تذكر المصادر التاريخية أن الفينيقيين هم مؤسسو هذه المدينة، ثم وقعت تحت سيطرة الرومان، ثم الوندال الذين دمروها كغيرها من المدن التي طالتها أيديهم، ثم احتلها البيزنطيون فأعادوا تعميرها إلى أن جاء الفتح الإسلامي. ويذكر ابن خلدون في تاريخه (المجلد السادس منه) أن هذه المدينة كانت قبل الإسلام ملكا لقبيلة نفوسة البربرية، ولكن الظاهر أن البيزنطيين استعادوها منهم مصالحةً. بيد أنها خربت بعد الفتح الإسلامي؛ حيث فضل ساكنوها من البيزنطيين (وكانوا يقدرون بزهاء خمس عشرة ألف نسمة بحسب ما تذكر بعض المصادر) الرحيل عنها إلى بلادهم الأصلية.

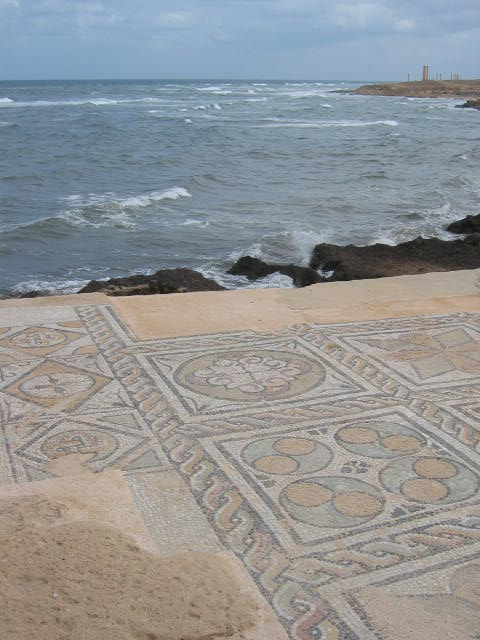
فسيفساء

وقد كان الاسم الذي عرفت به هذه المدينة عند العرب هو (صبره)، وبه ذكرها ابن خلدون في تاريخه، والتيجاني في رحلته، وغيرهما.
وكان يقطن بجانب المدينة بعد الإسلام وربما قبله مجموعة من بربر زواغة، فأخذت المنطقة بكاملها اسم زواغة، وبهذا الاسم تذكرها المصادر التاريخية، ككتاب (التذكار فيمن ملك طرابلس وما كان بها من الأخيار) لابن غلبون، وقد كتبه في القرن الثامن عشر الميلادي (الطبعة 1، دار المدار الإسلامي ببيروت، 2004 م، تصحيح وتعليق الطاهر الزاوي)، وكتاب (المنهل العذب في تاريخ طرابلس الغرب) لأحمد بك النائب الأنصاري، وقد كتبه في القرن التاسع عشر الميلادي، وصدرت طبعته الأولى في الإستانة عام 1899 م، ثم أعادت طبعه دار دارف المحدودة بلندن عام 1984 م، وبهذا الاسم ذكرها أيضا الرحالة المغربي العياشي في رحلته (مخطوطة)، إضافة إلى التيجاني الذي ذكر أن زواغة كانت قائمة بذاتها بجانب كانت خرابا وأطلالا (زواغة الخاربة) في الوقت الذي مرّ فيه بها (القرن الرابع عشر الميلادي)، وذكر التيجاني أيضا أن زواغة ((هي أكبر قرية في ذلك الموضع وأضخمها وبها نخل كثير ومنها يظهر للمتوسم بعض مباني طرابلس وبينهما نحو خمسين ميلا....)) (ص 211 من رحلته، طبع ونشر دار الفرجاني بطرابلس).

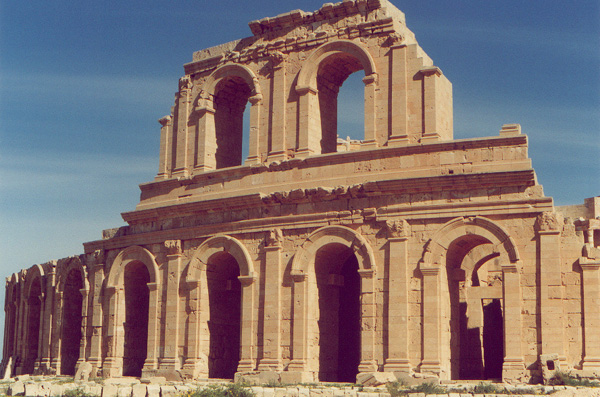
اثار صبراتة

وقد أخذت هذه المدينة وضواحيها الطابع العربي بعد هجرة قبائل بني سليم الذين يتحدر سكانها الحاليون منهم؛ حيث استوطنتها قبيلة العلالقة، وهي كما ورد في بعض المصادر بطن من بني علاق بن عوف من بني سليم؛ ككتاب (المنهل العذب في تاريخ طرابلس الغرب) لمؤلفه المذكور (ص 109)، وكما ذكر الإيطالي أغسطيني في كتابه (سكان ليبيا) الذي ترجمه إلى العربية خليفة محمد التليسي (توزيع الدار العربية للكتاب بطرابلس)، وكما جاء في بعض موسوعات القبائل كموسوعة القبائل العربية لمحمد سليمان الطيّب، وموسوعة قبائل العرب لعبد الحكيم الوائلي، إضافة إلى مصادر أخرى.
واسم صبراته اليوم لا يشمل المدينة الأثرية القديمة فحسب؛ بل إنه يشمل المدينة الحديثة أيضا إضافة إلى كل المنطقة الممتدة من زوارة غربا، وصرمان شرقا، والجبل الغربي جنوبا، وتحدها منطقة العجيلات من الجنوب الغربي؛ وتشمل هذه الأراضي بعض القرى والمناطق المعروفة: الخطاطبة (قبيلة الرايس)، دحمان، والوادي، وقاليل (قبيلة الغرابلية)، وسوق العلالقة، وخرسان، والنهضة، والطنيبات، والدبابشية، وزواغة (يبدو أن هذا الاسم اقتصر في الوقت الحالي على هذه الجهة وساكنيها فقط)، وقصر العلالقة، وتليل، ومليتة، والطويلة، وغيرها.

## آثار صبراتة
كما وَصَف آثار صبراته الكثير من الرّحالة الأوروبييّن في القرن التّاسع عشر، مثل «بارت» الذي تحدّث عن المسرح والأعمدة والأقواس. وقد رأى أيضًا رصيف الميناء وتمثالين من الرّخام، أحدهما لامرأةٍ ذات جسمٍ متناسقٍ. كما وصفها الرّحالة «فون مالتزان» ووصف المسرح الدائري والتّماثيل والميناء وبعض الأبنية البيزنطيّة المتأخّرة. ومع الاحتلال الإيطالي لليبيا عام 1911 م، قرّرت الحكومة الإيطالية تكليف بعثةٍ من كبار المؤرّخين وعلماء الآثار بالبحث عن الآثار الرّومانية بصبراته وغيرها من المُدن اللّيبية. وبدأت الحفائر المُكثّفة بصبراته من سنة 1923 إلى 1936، وأدّت إلى اكتشاف وترميم معظم مباني وشوارع ومسرح ومدافن المدينة القائمة حتّى الآن وبها المسرح الكبير التي تقام فيه بعض الحفلات الموسيقية سنويا.

## معالم سياحية
تشتهر مدينة صبراتة بشاطى رملي على البحر الأبيض المتوسط تطل عليه غابات الصنوبر والمنتزهات مثل منتزه صبراتة العائلي، حديقة الحيوانات وكذلك ظهرة بنور ومنها تستطيع رؤية المنطقة بكاملها والمدينة الأثرية.

## الاقتصاد
سوق العلالقة وهو من أكبر الأسواق في ليبيا ومن مميزات هذا السوق انه مقصد لكل التجار من جميع المناطق الليبية وتونس ومصر حيث تعرض فيه جميع أنواع البضائع ويستمر ليومين كاملين وهما يومي الخميس والجمعة وباعتبار مدينة صبراتة مدينة سياحية فان السياح الاجانب لاتفوتهم فرصة زيارة هذا السوق.
تمتاز منطقة صبراتة بشكل عام بالهواء العليل وانخفاض درجة حرارتها وخاصة في فصل الصيف عن المناطق الجاورة لها، مثل صرمان والعجيلات وزوارة، كما ان المدينة تمتاز بانعدام وجود الغبار المثار (العجاج والقبلي) في أواخر الربيع كباقي المناطق المجاورة مثل صرمان وزوارة والعجيلات، ويظهر ان طقسها المميز هو الذي جعل الرومان وقبلهم الفنيقيون يقررون بنائها في هذا الموقع بالذات، وقد عقدت بها عدة مؤتمرات على مستوى القمم لجمال طقسها ووجود المرافق السياحية الجيدة بها، وقد اقام المستعمرون الطليان العديد من مزارع الزيتون واللوز بها لجودة تربتها وتوفر المياه الجوفية العذبة بها، وهي لا تزال قائمة على الرغم من العبث ببعضها وتفتيتها إلى قطع اراضي صغيرة لغرض البناء، حالها حال العديد من المناطق الزراعية بمنطقة إقليم طرابلس الغرب.
صبراتة واوياـ طربلس الحاليةـ ولبتس ماغنا أو لبدة قرب مدينة الخمس هي المدن الثلاث التي سمي بها إقليم طرابلس أو (تريبوليس) أي المدن الثلاث باللغة الرومانية، وقد تغير اسم لبتس ماغنا إلى لبدة واويا إلى اطرابلس وبقيت صبراتة محتفظة بنفس الاسم الروماني القديم حيث ان المدينة الحالية اقيمت على انقاض القديمة.

## الرياضة
- نادي الوفاق صبراتة الرياضي الثقافي الاجتماعي.
- نادي صقور العلالقة الرياضي الثقافي الاجتماعي.
- نادي الشاطي الرياضي الثقافي الاجتماعي.
- نادي قاليل الثقافى الرياضي.
- نادي القنيطره بالنهضة.
- نادي الصقر بالخطاطبه.
- نادي أبناء زهمول

## الصحة
إضافة لعدد من المشافي والعيادات يوجد بها المعهد القومي لعلاج الأورام بصبراتة، مستشفى صبراتة المركزي.

## التعليم
من أهم الكليات وهي كلية الهندسة بصبراتة وهي من الكليات المتميزة علي صعيد الدولة
إضافة لعدد من المؤسسات التعليمية توجد بالمدينة كلية الآداب بصبراتة وكلية العلوم بالعلالقة والمعهد العالي الصيد البحري والمعهد العالي للمهن الشاملة والمعهد العالي للتقنية الطبية.

## المواني
المراسي البحرية يوجد بها مرسى الكابوط التاريخي أمام المدينة الأثرية نزلت به قوات جستنيان البيزنطية لتأديب المتمردين البرابرة، وقد تم تخريبه إثر الفتح الإسلامي لقطع خط الرجعة على فلول الصليبيين.
ويوجد بها مرسى زواغة غرب المدينة الأثرية، ويستخدم الآن كمرفأ للصيادين. ويوجد مرافأ آخر شرق المدينة الأثرية، يسمى مرسى الوادي، وهو أكبر مراسي صبراته وأقدمها.
بالإضافة إلى مرافيء صيد صغيرة.. تقع قبالة مستشفى صبراتة والمعهد القومي لعلاج الأورام.

## معرض الصور

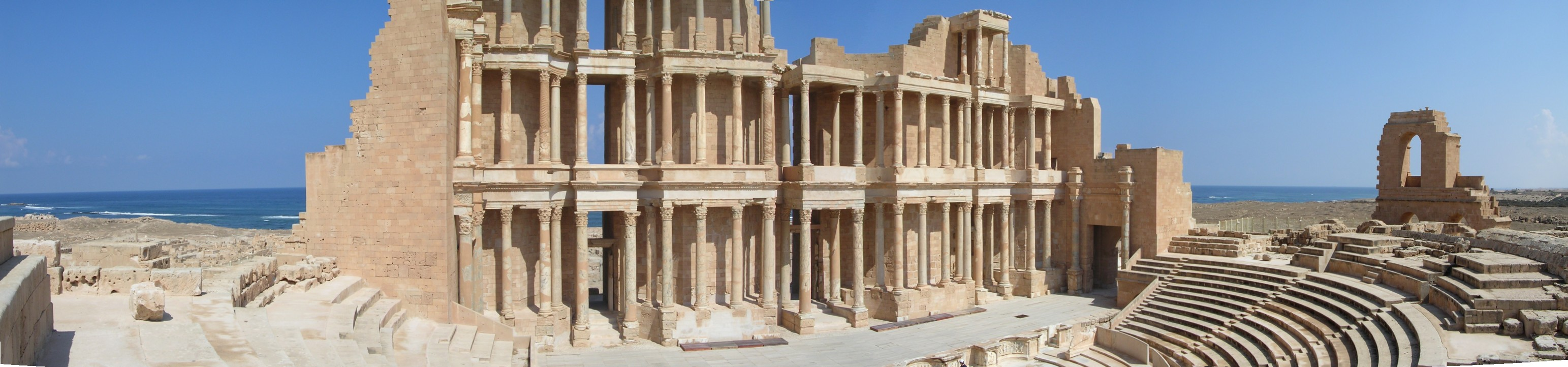
صورة بانورامية للمسرح في الموقع الأثري.
صورة بانورامية لجزء من الموقع الأثري.
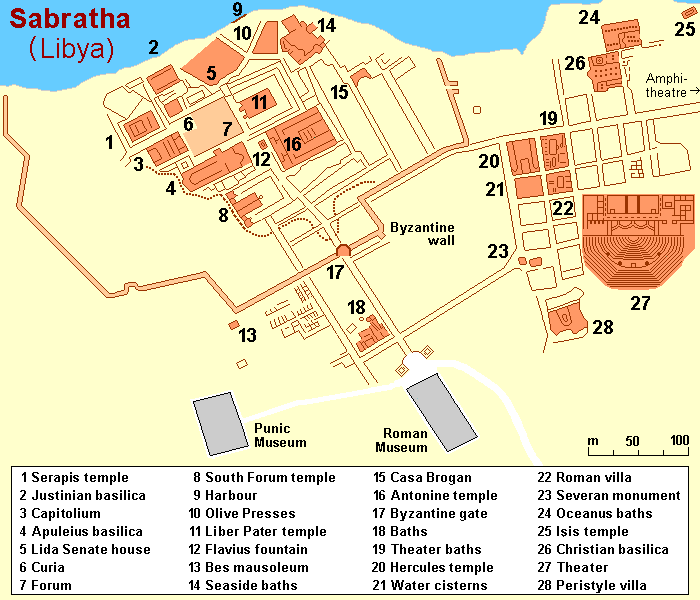
خريطة صبراتة.
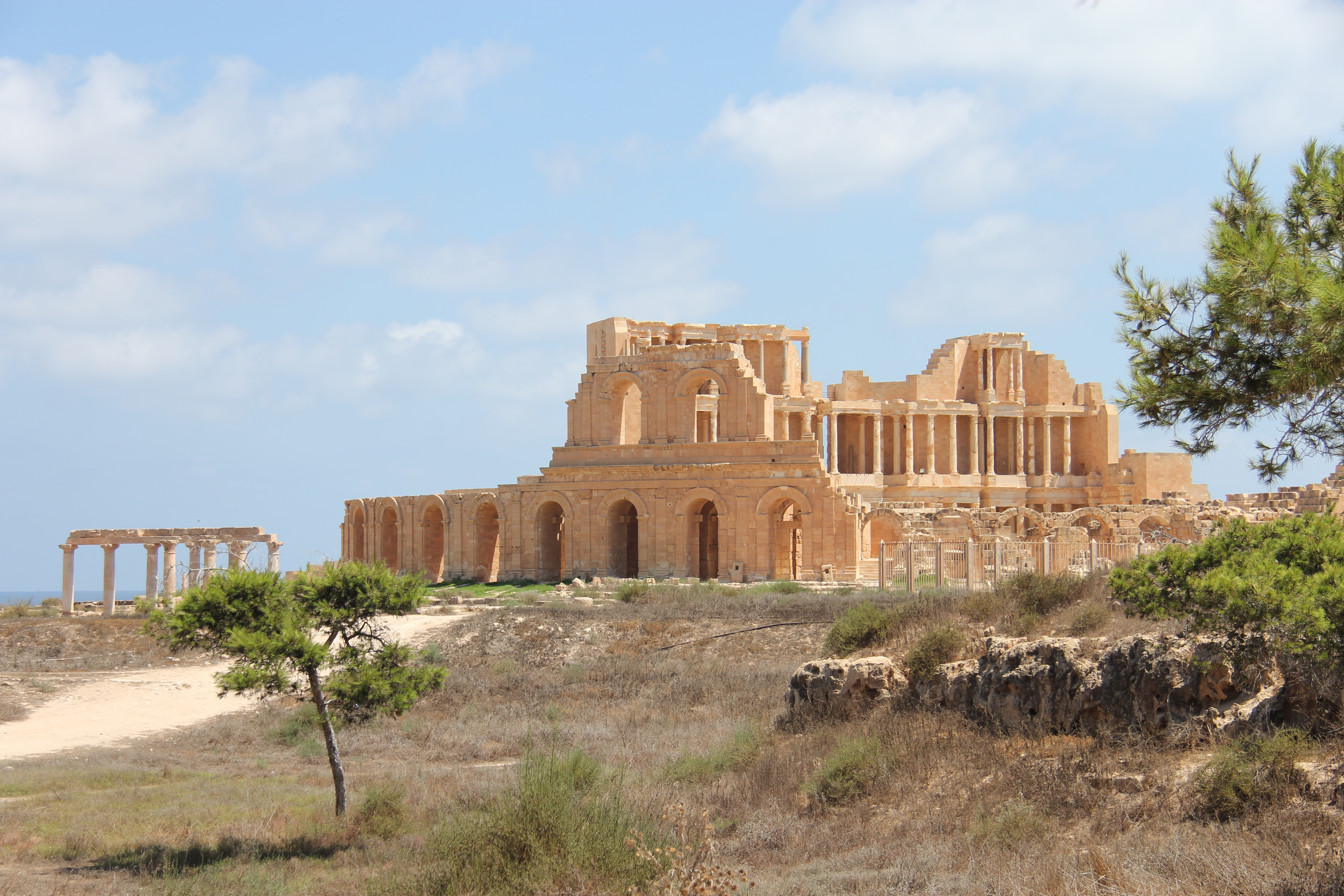
مسرح صبراتة الأثري
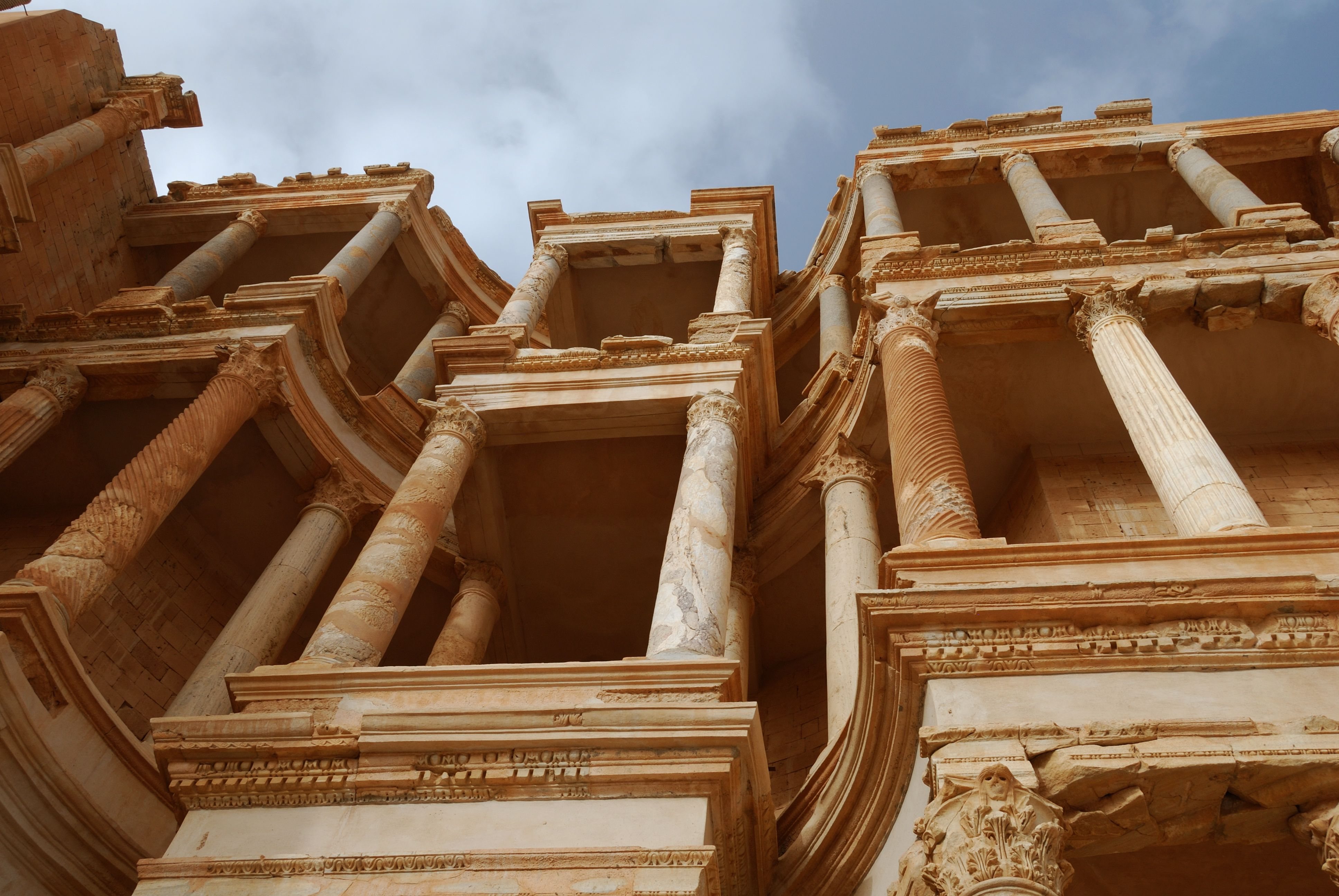
أعمدة المسرح الروماني في صبراتة

## وصلات خارجية
- صبراتة - ملف الصور- موقع المندوبية الدائمة للجماهيرية العربية الليبية لدى اليونسكو